# Leptomeria obovata
Leptomeria obovata är en tvåhjärtbladig växtart som beskrevs av Friedrich Anton Wilhelm Miquel. Leptomeria obovata ingår i släktet Leptomeria och familjen Amphorogynaceae. Inga underarter finns listade i Catalogue of Life.